# 源氏一品経
源氏一品経（げんじいっぽんきょう）は、源氏供養のために作られた願文の一つである。

## 概要
平安時代末期から鎌倉時代にかけて源氏物語の作者である紫式部や源氏物語の読者たちを供養する「源氏供養」という行事が行われ、そのためにさまざまな願文・表白文が作られた。源氏一品経とはそれら願文の中でも代表的なものの一つであり、『源氏一品経表白』と呼ばれていることもある。大原三千院所蔵の『拾珠抄』（しゅうじゅしょう）に含まれており、1168年（仁安3年）ころ安居院澄憲によって作られたとされる。この源氏一品経は漢文体で書かれているが、同種の願文で和文体で書かれているものもあり、和文体による願文の代表的なものには澄憲の子聖覚が作ったと伝えられる『源氏物語表白』（『源氏供養表白』とも呼ばれる）がある。
下記のように仏教思想の中では作り物語は最下層の存在として位置づけられており、さらに源氏物語をはじめとする物語にはしばしば男女間のやりとりが描かれていることからこれらを罪深い「愛欲の書」であるとし、このような物語を書いた紫式部は地獄に堕ちたし、またこのような物語に耽溺した読者もそのままではやはり地獄に堕ちてしまうという言説が生じることになる。源氏供養とは、そのような作者と読者とを救済するために行なわれた供養のことをいう。のちにこれをモチーフにして物語や能、浄瑠璃などさまざまな作品が作られた。これらの作品の中にも源氏一品経に類するものが含まれている。
このような思想は、源氏物語のおこりなどで描かれた源氏物語が仏の導きで描かれた、さらには作者の紫式部が仏の化身であるといった思想とほぼ同じ時期に生まれたもので、この両者は一見正反対のようで有りながら仏教思想の元で源氏物語を理解しようとするといった本質的なところで近い性格を持った表裏一体の思想であると考えられている。

## 本来の一品経と源氏一品経
本来の一品経とは、『法華経一品経』ともいい、法華経＝妙法蓮華経の書写の一方法ないしそのような方法で書写した法華経のことをいう。全体で28の部分（二十八品）から構成される『法華経』の各一巻に、序章的な役割を持つ『無量義経』と終章的な役割を持つ『観普賢経』を合わせた合計30巻を、一人が1品（1巻）ずつ分担して書写供養することによって行う。法華経書写の中で最も丁寧な書写方法とされている。

## 仏教思想の中での源氏物語の位置づけ
仏教思想に基づくさまざまな書き物の価値の階層は、
- 仏の教えを書いた書（仏典＝内典）が最上位に位置づけられ、次いで儒教・道教[1]などの仏教以外の教えの書（外典）が続き、その他の書はその下に置かれる。
- 漢字（真名）および漢字だけで書かれた文（漢文・漢詩）は仮名および仮名を含めて書かれた文（和文・和歌）の上に位置づけられる。
- 作り物語は事実を記した史書（歴史書）と異なり仏教の五戒の一つ「不妄語戒」（嘘をついてはいけない）に反するものであるためその下に位置づけられる。

といったいくつかの基準を組み合わせることによって、
仏典＞外典＞史書＞詩（漢詩）＞和歌＞物語
という序列を形成し、この結果物語は仏教思想の中で最下層の存在として位置づけられることになる。

## 源氏一品経での巻数の数え方
源氏一品経では源氏物語五十四帖を法華経になぞらえて法華経28品と同じように28帖に数えているが、そのため並びの巻18帖を本巻に含めて数え、さらに宇治十帖を1帖として数えることにより、結果以下のように源氏物語全体を28帖と数えていると考えられる。
- 01   01桐壺
- 02   02帚木 3空蝉 4夕顔
- 03   05若紫 6末摘花
- 04   07紅葉賀
- 05   08花宴
- 06   09葵
- 07   10賢木
- 08   11花散里
- 09   12須磨
- 10   13明石
- 11   14澪標 15蓬生 16関屋
- 12   17絵合
- 13   18松風
- 14   19薄雲
- 15   20朝顔
- 16   21少女
- 17   22玉鬘 23初音 24胡蝶 25蛍 26常夏 27篝火 28野分 29行幸 30藤袴 31真木柱
- 18   32梅枝
- 19   33藤裏葉
- 20   34若菜上 （若菜下）
- 21   35柏木
- 22   36横笛 37鈴虫
- 23   38夕霧
- 24   39御法
- 25   40幻
- 26   41雲隠
- 27   42匂宮 43紅梅 44竹河
- 28   45橋姫 46椎本 47総角 48早蕨 49宿木 50東屋 51浮舟 52蜻蛉 53手習 54夢浮橋

なお、このほかに源氏物語五十四帖を「巻軸60曲」と呼んだり「立編目39編」と呼んだりする記述も含まれている。60と呼ぶのは天台六十巻になぞらえて現行の源氏物語には現在知られている54帖のほかに隠された6帖が存在するという源氏物語60巻説に基づくと見られるが、39とするのはどのような理由によるものなのか不明である。

## 翻刻
- 後藤丹治「源氏一品経と源氏表白」『国語国文の研究』第48号、文献書院、1930年（昭和5年）。
- 「源氏一品經」『増補 国語国文学研究資料大成 3 源氏物語 上』、三省堂、初版1960年（昭和35年）、増補版1977年（昭和52年）、p. 37。
- 「物語評論  本文と注釈  源氏一品経」「無名草子」輪読会編『無名草子—注釈と資料』和泉書院2005年（平成17年）2月、pp.. 129-131。 ISBN 4-7576-0247-2
- 袴田光康「源氏一品經」日向一雅編『源氏物語と仏教  仏典・故事・儀礼』青簡舎、2009年（平成21年）3月、pp.. 217-234。 ISBN 978-4-903996-16-5